# Hugo II Embriaco
Hugo II Embriaco o Hugo II de Gibelet (antes de 1157-1184) fue señor de Gibelet en el condado de Trípoli.
Fue el hijo de Guillermo II Embriaco y su esposa Sancha. Después de la muerte de su padre en 1159 Hugo II le sucedió como señor de Gibelet.
Alentó la comercialización de sus compatriotas italianos, y en especial los de las familias genovesas que dominaron el mercado con Siria. Su hijo continuó esta política. Por lo tanto, la familia Embriaco ganó gradualmente una fuerte independencia de su ciudad madre de Génova.
El nombre de su esposa es desconocido. Después de su muerte, su hijo Hugo III le sucedió.